# كايل بورنهيمير
كايل بورنهيمير (بالإنجليزية: Kyle Bornheimer)‏ مواليد 10 سبتمبر 1975 في ميشاواكا، إنديانا، الولايات المتحدة، هو ممثل أمريكي بدأ مسيرته الفنية عام 2004.

## الأعمال
- مونك
- ذا أو سي
- كيف قابلت أمكما
- ويل وغريس
- ويدز
- الوحدة
- شفرات المجد
- المكتب
- اختلال ضال
- جيريكو
- ذا دي تراين

## وصلات خارجية
- كايل بورنهيمير على موقع IMDb (الإنجليزية)
- كايل بورنهيمير على موقع قاعدة بيانات الفيلم (الإنجليزية)